# Medalla de Marietta y Friedrich Torberg

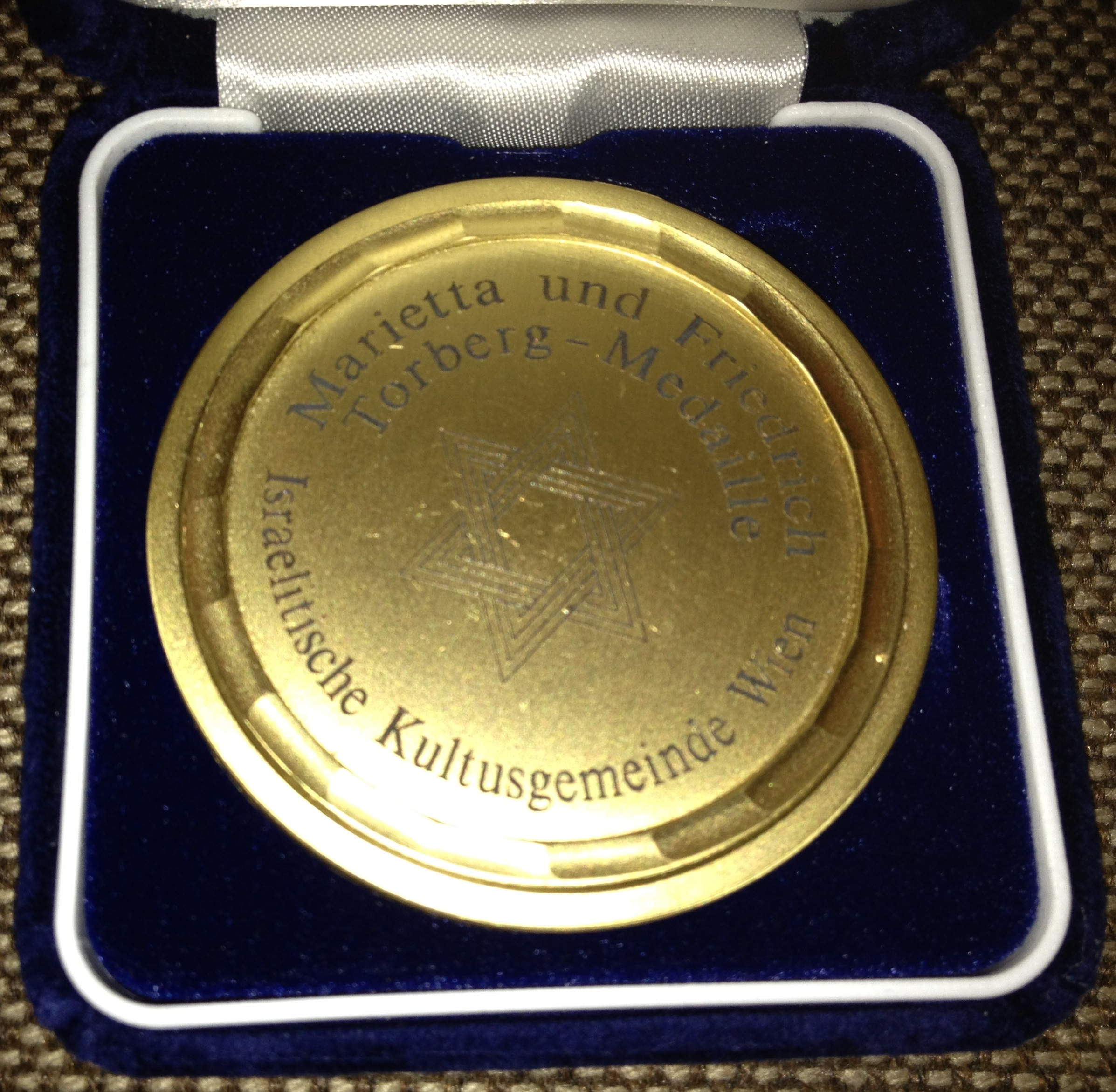
La medalla de Marietta y Friedrich Torberg

La medalla de Marietta y Friedrich Torberg (hasta 2002 medalla de Friedrich Torberg) es otorgada por la Comunidad Judía en Viena, con una frecuencia irregular, a iniciativas y personalidades destacadas por su compromiso con la lucha contra el antisemitismo, el racismo y contra el resurgimiento del nacionalsocialismo. 

## El Premio
La Medalla de Marietta y Friedrich Torberg rinde homenaje a un gran escritor, a un humanista o también a un luchador, tanto combativo como polémico, contra el nacionalsocialismo y el comunismo o un empleado de la CIA. 
También forma parte de su legado el recuerdo de aquel mundo judío asesinado que contribuyó en gran medida a modelar el rostro de Viena. La medalla de Marietta y Friedrich Torberg es otorgada a espíritus críticos, que se han defendido una democracia abierta, viva y activa en Austria y a aquellos que se han comprometido con la lucha contra el retorno del pasado, contra el olvido.

## Premiados y laudatorios
1987
- Peter Huemer (laudatorio: André Heller)

1990
- Siegfried Reingruber und Hermann Reitmajer (laudatorio: Peter Rabl)

1995
- Alumnos y cuerpo dociente del instituto de Enseñanza Media Friesgasse (laudatorio: Paul Chaim Eisenberg)

1997
- Josef Broukal (laudatorio: Caspar Einem)

1999
- Primavera Gruber, Käthe Kratz, Hans Litsauer, Werner Rotter, Karin Schön, Georg Schönfeld
- Hubert Steiner (laudatorio: Franz Vranitzky)

2000
- Hubertus Czernin (laudatorio: Emile Zuckerkandl)
- Gertraud Knoll (laudatorio: Franz Vranitzky)
- Werner Vogt (laudatorio: Michael Scharang)

2001
- Marianne Enigl (laudatorio: Michael Hubenstorf)
- Hans Rauscher (laudatorio: Gerhard Roth)
- Joachim Riedl (laudatorio: Christian Brandstätter)
- Günter Traxler (laudatorio: Barbara Coudenhove-Kalergi)

2002
- Terezija Stoisits (laudatorio: Rudolf Scholten)
- Ludwig Adamovich (laudatorio: Clemens Jabloner)
- Wolfgang Petritsch (laudatorio: Jakob Finci)

2003
- Ute Bock (laudatorio: Helmut Schüller)
- Heinz Katschnig (laudatorio: Asmus Finzen)
- Alexander Potyka (laudatorio: Robert Schindel)

2005
- Waltraud Klasnic (laudatorio: Hans Rauscher)
- Clemens Jabloner (laudatorio: Georg Springer)
- Wolfgang Neugebauer (laudatorio: Kurt Scholz)

2007
Octubre
- Eva Blimlinger  (laudatorio: Terezija Stoisits)
- Ida Olga Höfler (laudatorio: Elie Rosen)

Noviembre
- Gerhard Roth (laudatorio: Daniel Charim)

2008
- Georg Haber (laudatorio: Ariel Muzicant)

2010
- Lena, Franziska y Franz Müllner (laudatorio: Kitty Schrott)
- Martina Enzmann (laudatorio: Thomas Trenkler)
- Werner Sulzgruber (laudatorio: Isabella Siedl)

2011
- Thomas Haffner (laudatorio: Markus Kupferblum)
- Gerhard Zatlokal (laudatorio: Claudia Laschan)

2012
Marzo
- Helmut Nausner (laudatorio: Martin Jäggle)

Mayo
- Clemens Hellsberg (laudatorio: Zubin Mehta)
- Wolfgang Schütz (laudatorio: Arnold Pollak)[2]

Noviembre
- Andreas Maislinger (laudatorio: Anton Pelinka y un saludo de: Wladyslaw Bartoszewski)
- Hannes Porias (laudatorio: Willy Weisz)

2013
- Christian Kern (laudatorio: Hans Peter Haselsteiner)

2015
- Karel Schwarzenberg